# سادالا
سادالا (به لاتین: Sadala) یک منطقهٔ مسکونی در استونی است که در دهستان تورما واقع شده‌است. سادالا ۳۱۲ نفر جمعیت دارد.